# 布赖恩·贾米森
布赖恩·贾米森（英語：Brian Jamieson，1969年3月7日—），美国前男子赛艇运动员。他曾代表美国参加1996年夏季奥林匹克运动会赛艇比赛，获得男子四人双桨银牌。